# Brüder (2017)
Brüder ist ein zweiteiliger deutscher Fernsehfilm aus dem Jahr 2017. Er wurde am 22. November 2017 im ersten Fernsehprogramm der ARD gezeigt.

## Handlung
Der deutsche Informatikstudent Jan Welke gerät nach einer Phase der persönlichen Orientierungslosigkeit in die Fänge militanter Salafisten und konvertiert zum Islam. Im Laufe dieser Entwicklung reist er nach Syrien aus, um im dortigen Bürgerkrieg auf der Seite der Terrormiliz Islamischer Staat zu kämpfen. Jan kehrt später nach Deutschland zurück mit dem Ziel eines eigenen schweren Terroranschlages. Dieses Vorhaben verhindert er jedoch überraschend am Ende, wofür er einen hohen Preis zu zahlen bereit ist: er erschießt seine Komplizen und kommt daraufhin ins Gefängnis.

### Teil 1
Den Studenten, der zwischen Hörsaal und Club ohne nennenswerte innere Beteiligung lebt, hat eine große innere Leere erfasst, unbewusst sehnt er sich nach einer neuen Wahrheit, die ihm Sinn und Ziel geben kann. Jans Mitbewohner Tariq al-Jabari, Arzt, hat hingegen ganz unmittelbare Probleme: Seine Eltern sowie sein jüngerer Bruder sind als Zivilisten im heftig umkämpften syrischen Aleppo eingeschlossen. Nur die Schwester Samia schafft es nach Deutschland und hofft jetzt auf einen Aufenthaltstitel im Rahmen eines Asylantrages. Jan setzt sich für sie ein und scheitert – die traumatisierte junge Frau soll zurück nach Bulgarien, wo die Behörden sie bereits erfasst haben.
Als Jan den bosnischen Salafisten Abadin Hasanovic kennenlernt, ist er fasziniert von der Selbstverständlichkeit, mit der dieser mit ihm die Fragen bespricht, die Jan umtreiben. Zwar will Jan vom Islam zunächst nichts wissen. Aber bei Hasanovic und seinen Glaubensbrüdern findet er Gemeinschaft, Ruhe und Orientierung. Die Männer sind stolz darauf, sich als die „al-Ghurabaa“, die Fremden in der Welt zu sehen. Das Gefühl von Fremdheit, das auch Jan spürt, ist für Hasanovic und seine Brüder kein Makel, sondern eine Auszeichnung – ein angebliches Zeichen des „Erwachens zur Wahrheit“. Jan fängt an, sich intensiv mit den Predigten von Hasanovic zu beschäftigen und konvertiert.
Er will sich nun gegen die vermeintlichen Feinde seiner neuen Gemeinschaft einsetzen, gegen jene, die – wie Jan fortan glaubt – ein nutzloses, egoistisches Leben führen und gegen Syriens Diktator Assad, dessen Soldaten das Leben von Tariqs Familie in Aleppo bedrohen. Jan überredet Tariq, sich von Abadin Hanasovic helfen zu lassen, um den Rest seiner Familie aus Syrien zu holen. Dank Hasanovics Verbindungen können die beiden über Anatolien nach Syrien reisen. An einem Checkpoint des IS wird Jan vor Tariqs Augen von den Kämpfern festgenommen und entführt.

### Teil 2
Jan wird zu einem IS-Stützpunkt nahe der ebenfalls stark umkämpften Stadt Al-Bab gebracht und dort zum Terrorkämpfer ausgebildet. Mit seinen „Brüdern“ zieht er nun in die Schlacht. Währenddessen gelingt es Tariq, seine Eltern aus Syrien herauszuholen. Er glaubt weiterhin daran, dass Jan vom IS entführt wurde.
Gemeinsam mit seinen neuen Brüdern verbrennt Jan seinen deutschen Reisepass und bricht damit symbolisch die Brücken hinter sich ab. Er erfährt beim IS Gemeinschaft mit den „Brüdern“, die sich wie er zum Dschihad bekennen und einen Eid auf ihren Führer schwören. Er macht aber auch schreckliche Erfahrungen, die seine Entscheidung, in Syrien zu kämpfen, zeitweise infrage stellen. So sieht er unter anderem, wie die IS-Leute vermeintliche Deserteure aus den eigenen Reihen brutal hinrichten und der IS-Kommandant auch an syrischen Zivilisten im besetzten Gebiet, die die Regeln des IS nur minimal gebeugt haben, grausame Exempel statuiert.
Als türkische Streitkräfte die Region um Al-Bab durch eine Militäroffensive vollständig erobern können, wird Jan als scheinbarer Gefangener des IS befreit und nach Deutschland ausgeflogen. Während er in Deutschland ein halbwegs geregeltes Leben führt und sogar den Kontakt mit seinem Vater wieder aufnimmt, setzt der Verfassungsschutz Tariq auf ihn an. Im Gegenzug für seine Informationen bekommt dessen Familie eine Aufenthaltsgenehmigung in Deutschland. Nicht nur der Verfassungsschutz, auch Tariq hat immer größere Zweifel, ob Jan wirklich Gefangener des IS war, wie er behauptet oder ob er womöglich einen Anschlag in Deutschland plant. Jan schart vier IS-Kämpfer um sich und bereitet ein Attentat mit Massenmord auf dem Stuttgarter Schloßplatz vor. Als sie mit dem IS-Schlachtruf ihr Vorhaben beginnen wollen, erschießt Jan überraschend die vier Mittäter, er selbst wird vom heranrückenden SEK verhaftet.